# Bardo (classe de personagem)

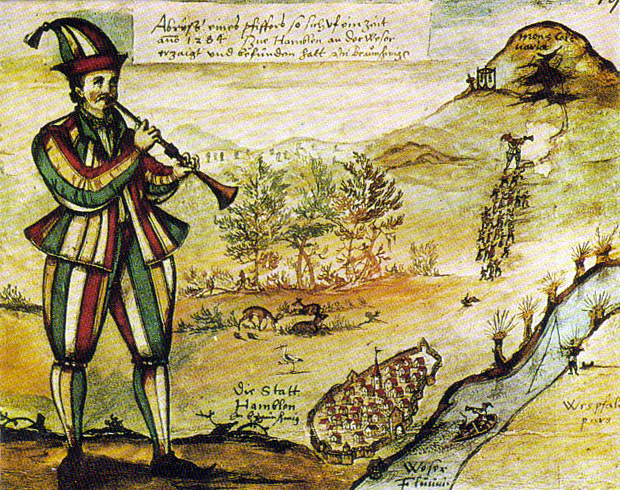
O Flautista de Hamelin lembra o conceito de Bardo.

Bardo é uma classe de personagens padrão de cenários de fantasia medieval de jogos de RPG, dentre os quais se destacam os jogos Dungeons & Dragons, também chamado de D&D e Pathfinder Roleplaying Game.  Bardos usam seus talentos artísticos para induzir efeitos mágicos. A classe é levemente baseada na magia especial que a música mantém em histórias, como em O Flautista de Hamelin, e em versões anteriores era muito mais parecido com ser um Fili celta ou um escaldo nórdico, embora esses elementos tenham sido removidos em edições posteriores. As inspirações listadas para os bardos incluem Taliesin, Homero, Will Scarlet e Alan-a-Dale.
Bardos são cantores e contadores de histórias natos. Geralmente são bons músicos, seja na forma do canto ou das notas de seu instrumento ou ainda bons atores ou artistas plásticos. Mas também, através da historias que conhecem dos contatos sociais que possuem, também são valiosíssimas fontes de informação.

## Visão geral

### Música e Magia
Bardos costumam trabalhar como mensageiros, escudeiros e espiões. Sua fama vai pela quantidade de façanhas testemunhadas por ele e/ou por suas histórias e cantos. Muitos optam por esse tipo de trabalho, pela aventura e não pelo dinheiro. Uma vez que um bardo testemunhou grandes aventuras e façanhas, é respeitado por entre seus de mesma classe.
Muitas vezes, eles agem como guardiões e animadores do herói principal, cantando cantigas que aumentem a fé do mesmo e enlouquecendo e/ou surdando seus inimigos.
Uma vez que bardos escolhem seu patrão pela aventura e não pelo dinheiro, faz com que eles possam estar tanto no lado do bem, quanto do mal, não importando nada isso para eles. Isso quer dizer que eles podem ser traidores, dando as costas ao herói para ter uma história mais atraente.
Dependendo do nível de magia do cenário, o bardo pode transformar sua música ou poesia numa fonte de magia, usando-a para invocar magias arcanas. Porem, devido a versatilidade da classe, algumas dessas magias acabam imitando efeitos exclusivos de magias divinas, como o poder da cura. Quando existe a possibilidade de causar dano assim, o bardo usa instrumentos musicais como armas. Como é um viajante por natureza, usa instrumentos leves, como harpas, badolins ou flautas.
Em alguns jogos existem as versões femininas dos bardos, as odaliscas (dancers) que usam os poderes das danças ao invés dos poderes dos cantos.

## Origens Criativas
O Bardo, como classe de personagem, surge pela primeira vez, no RPG Dungeons & Dragons.

## Características de Classe
A seguir temos uma noção geral das características e habilidades comuns da classe bardo na maioria dos jogos de RPG.

### Menestrel Valente
A fonte principal de seus poderes é mágica obtida através de cantos, danças, tocando instrumentos musicais e demais formas de manifestações artísticas como a poesia entre outros. Sua função no combate é de "Líder/Suporte" (Cura), ou seja, dando suporte para seus aliados com bônus, defesas e demais status nos aliados e inimigos. Mas, por ser uma classe bastante versátil, o Bardo também pode assumir as funções de "Agressor" (Dano).